# اوت‌لست
اوت‌لست (به انگلیسی: Outlast) نام یک بازی ویدئویی در سبک ترس و بقاء است که شرکت «رد بارلز» آن را ساخته و منتشر کرده است. در ۴ سپتامبرِ ۲۰۱۳، این بازی برای مایکروسافت ویندوز و ۴ فوریهٔ ۲۰۱۴ برایِ پلی‌استیشن ۴ و ۱۸ ژوئن ۲۰۱۴ برای اکس‌باکس ۳۶۰ عرضه شده است. نسخهٔ لینوکس و اواس ده این بازی نیز در ۳۱ مارس ۲۰۱۵ منتشر شد. پیش‌درآمدی بر این بازی تحتِ عنوان اوت‌لست (افشاگر) ساخته شده است.

## گیم‌پلی
اوت‌لست یک بازی ویدئویی ترس و بقاء با دید اول شخص و ترسناک است که توسعه یافتهٔ برخی از بزرگ‌ترین بازی‌های تاریخِ بازی سازی است. در این بازی، در نقشِ یک روزنامه‌نگار برای کشف محل پناهجویان و بیمارانِ روانی به یک منطقهٔ کوهستانی سفر می‌کنید و به اندازه کافی باید شجاع باشید و برای کشف رازهایِ پنهان و وحشتناک زنده بمانید. در کوه‌های کلرادو، وحشتی بزرگ منطقه را فرا گرفته است و اخیراً مکانی توسط مرکز تحقیقات غیرقانونی به نام مرکاف(MURKOFF) برای بیماران روانی دوباره بازگشایی شده است که بیماران در مکان‌هایی به شکل پنهان و مخفی محافظت می‌شوند. بازی اوت‌لست یک تجربهٔ واقعی زنده ماندن است که نشان می‌دهد ترسناک‌ترینِ موجودات از ذهن انسان به وجود می‌آید.

## داستان
مایلز آپشر (Miles Upshur) یک خبرنگار آزادکار و حرفه ای است که از یک منبع مخفی اطلاعاتِ محرمانه‌ای از تیمارستان ماونت مسیو (Mount Massive Asylum) به دست می‌آورد که تحت مدیریت شرکت مرکاف (Murkoff) است. مایلز وقتی وارد این تیمارستان روانی می‌شود، جنازه نگهبانان و کارکنان این تیمارستان را می‌بیند که در راهروها به طرز فجیعی پخش شده‌اند. به همین دلیل بیماران روانی آن نیز فرار کرده و در سرتاسر تیمارستان آزادانه رفت‌وآمد می‌کنند. مایلز در تیمارستان پیش روی می‌کند و وقتی به قسمت خوابگاه می‌رسد با یک سرباز پلیس رو به رو به می‌شود که به میخ کشیده شده است. او به مایلز می‌گوید که تا وقت هست از این تیمارستان فرار کند زیرا او نمی‌تواند با آنها بجنگد و باید مخفی شود و خودش را به اتاق کنترل امنیت برساند. او ادامه می‌دهد و توسط یکی از خطرناک‌ترین افراد تیمارستان به نام کریس واکر مورد حمله قرار می‌گیرد و به همین دلیل از پنجره سقوط کرده و وارد قسمت دیگری از تیمارستان می‌شود. وقتی مایلز به هوش می‌آید یک کشیش کاتولیک (روحانی مسیحی) به نام پدر مارتین نگاهی به دوربینش می‌اندازد و به او می‌گوید که از طرف خدا فرستاده شده است تا کاری غیرممکن انجام دهد. مایلز طبق گفته نگهبان به اتاق کنترل می‌رود تا اطلاعاتی به دست بیاورد اما در دوربین مخفی پدر مارتین را می‌بیند که کنار فیوز برق تیمارستان است. پدر مارتین فیوز را پایین می‌کشد و برق را قطع می‌کند. در ادامه مایلز در این تیمارستان با دیوانگان خطرناکی به نام‌های شریف:کیریس واکر، دوقلوهای روانی، دکتر قیچی (کسی است که بر اثر جنون انگشت‌های مایلز را قطع می‌کند) والرایدر (یک روح سرگردان است که به دنبال نفوذ به بدن مایلز است) و سایر فراری‌ها که هدف همه آن‌ها کشتن مایلز است رو به رو می‌شود. در آخر مایلز توسط نیروهای امنیتی شرکت مرکاف بنا بر دروغ مدیر بخش تحقیقات تیمارستان کشته می‌شود اما فردی به نام ویلون پارک (کسی که اطلاعات محرمانه ای را در اختیار مایلز قرار داد و باعث شد که مایلز به طرف تیمارستان حرکت کند) با آپلود کردن اطلاعات سری مرکاف در اینترنت نه تنها انتقام مایلز را گرفت بلکه به دنیا نشان داد که مرکاف چه بلایی سر مردم درمی‌آورد و از آن‌ها به عنوان موش‌های آزمایشگاهی استفاده می‌کند.

### افشاگر
وایلون پارک یک مهندس نرم‌افزار است که در MMA برای مارکاف کار می‌کند. کار او مستلزم حفظ موتور مورفوژنیک است که رویای شفاف را در افراد کما رفته کنترل می‌کند. پس از چندین تجربه کار مستقیم با موتور و مشاهده اثرات آن بر بیماران این مرکز، او ناامیدانه یک ایمیل ناشناس به خبرنگار مایلز آپشور می‌فرستد تا شرکت را افشا کند. کمی بعد، پارک به مرکز عملیات آزمایشگاه زیرزمینی احضار می‌شود تا یک سیستم مانیتورینگ را رفع اشکال کند. هنگامی که او به لپ‌تاپ خود بازمی‌گردد، سرپرستش، جرمی بلر، پس از کشف ایمیل‌اش، او را بازداشت کرده و در معرض موتور مورفوژنیک قرار می‌دهد. با این حال، هنگامی که والرایدر رها می‌شود، پارک از محدودیت‌های خود فرار می‌کند. در حالی که از نگهبانان و پرسنل پزشکی بازمانده و بیماران تازه آزاد شده فرار می‌کند و به دنبال یک رادیو موج کوتاه می‌گردد که می‌تواند برای تماس با مقامات از آن استفاده کند، در حالی که از یک آدمخوار به نام فرانک مانارا که یک اره استخوانی الکتریکی در دست دارد فرار می‌کند، او در مرکز رو به فرسودگی پرسه می‌زند. درست زمانی که پارک موفق به یافتن یک فرستنده رادیویی فعال می‌شود، بلر ظاهر می‌شود و آن را از بین می‌برد.
پارک راه خود را به بلوک پناهگاه پیدا می‌کند، جایی که او توسط ادی گلوسکین، یک قاتل زنجیره ای که وسواس زیادی برای یافتن «عروس کامل» با کشتن سایر بیماران و مثله کردن اندام تناسلی آنها دارد، دستگیر می‌شود. گلوسکین سعی می‌کند پارک را در یک سالن بدنسازی به همراه سایر قربانیان خود آویزان کند، اما در طول مبارزه، او توسط سیستم قرقره خود درگیر می‌شود و به‌طور مرگباری میخ کش می‌شود
در سپیده دم، بخش شبه نظامی مورکف به آسایشگاه می‌رسد. پارک از کنار آنها می‌گذرد و به لابی اصلی فرار می‌کند. در آنجا، او بلر را زخمی پیدا می‌کند که ناگهان او را با چاقو می زند و اصرار می‌کند که هیچ‌کس نمی‌تواند حقیقت را در مورد کوه ماسیو بداند، اما والرایدر قبل از اینکه بتواند پارک را بکشد، او را می‌کشد. پارک سپس از در باز جلویی خارج می‌شود و به سمت جیپ مایلز آپشور می‌رود که هنوز در نزدیکی دروازه‌های اصلی است. او جیپ را برمی‌دارد و می‌راند تا مایلز که اکنون میزبان والریدر است نیز از پناهگاه بیرون می‌آید.
در پایان، پارک پشت لپ‌تاپ نشسته است و فیلم‌های دوربین فیلم‌برداری خود را آماده آپلود می‌کند تا شرکت مورکف را افشا کند. یکی از همکاران به او اطلاع می‌دهد که برای خراب کردن مورکف کافی است، اما به او هشدار داده می‌شود که آنها سپس به دنبال حذف او و خانواده اش خواهند بود. با وجود برخی تردیدهای اولیه، پارک تصمیم می‌گیرد فایل را آپلود کند.

## بازتاب‌ها
| گردآورنده  | امتیاز                   |
| ---------- | ------------------------ |
| گیم‌رنکینگز | ۷۹٫۹۵٪ (PC) ۷۷٫۱۶٪ (PS4) |
| متاکریتیک  | ۸۰/۱۰۰ (PC) ۷۸/۱۰۰ (PS4) |

| ناشر                     | امتیاز |
| ------------------------ | ------ |
| یوروگیمر                 | ۷/۱۰   |
| گیم اینفورمر             | ۷٫۵/۱۰ |
| گیم‌اسپات                 | ۷/۱۰   |
| آی‌جی‌ان                   | ۷٫۸/۱۰ |
| جویستیک                  | ۴٫۵/۵  |
| پی‌سی گیمر (ایالات متحده) | ۷٫۵/۱۰ |
| Metro                    | ۷/۱۰   |
| Destructoid              | ۹/۱۰   |